# Stora Hamnholmen (vid Bylandet, Kyrkslätt)
Stora Hamnholmen är en ö i Finland. Den ligger i Finska viken och i kommunen Kyrkslätt i den ekonomiska regionen  Helsingfors i landskapet Nyland, i den södra delen av landet. Ön ligger omkring 21 kilometer sydväst om Helsingfors.
Öns area är 14,4 hektar och dess största längd är 0,6 kilometer i sydväst-nordöstlig riktning. Ön höjer sig omkring 20 meter över havsytan.